# スウェーデン宇宙公社

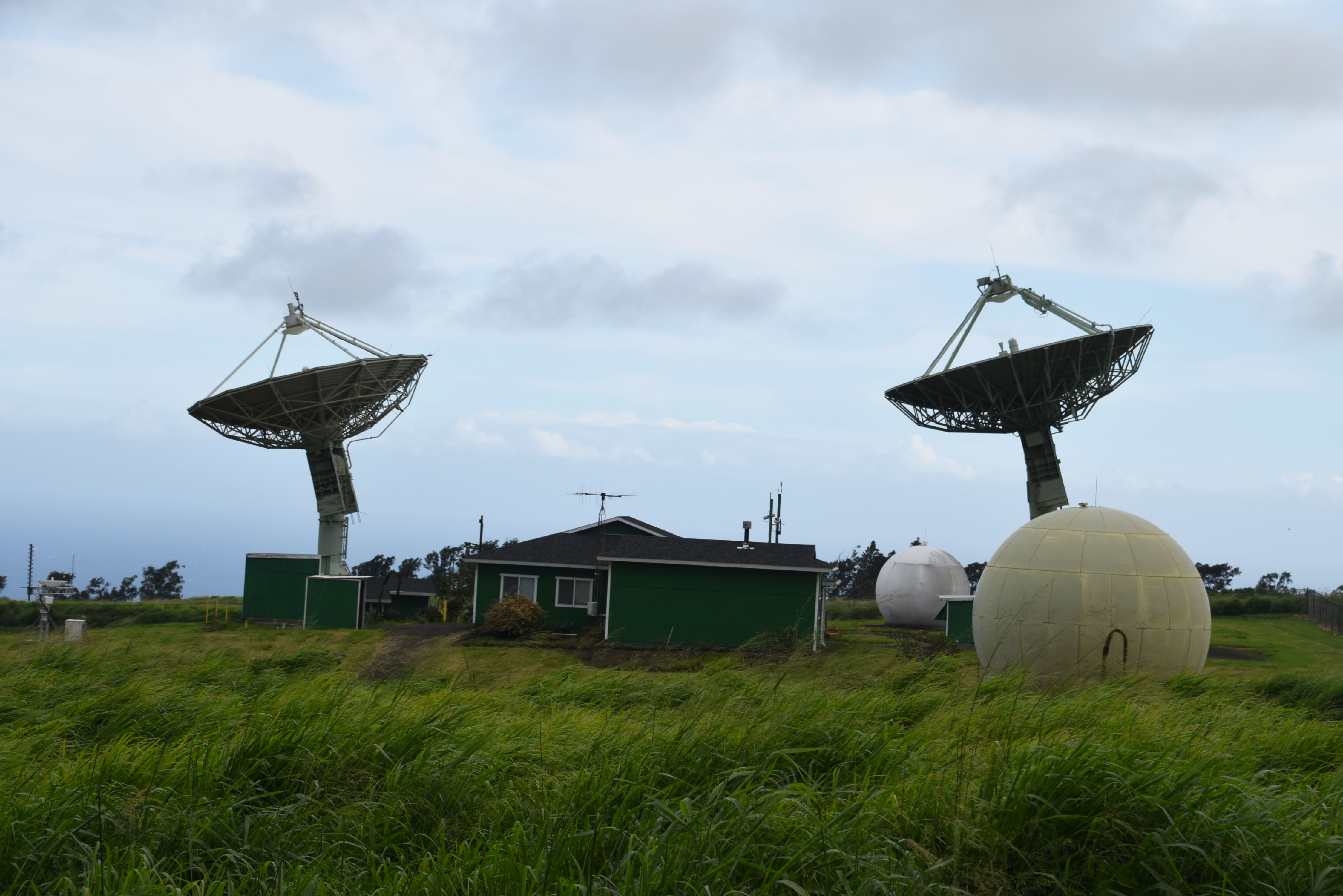
スウェーデン宇宙公社のサウスポイント・サテライト・ステーション（米国ハワイ）

スウェーデン宇宙公社（スウェーデン語: Rymdbolaget、英: Swedish Space Corporation; SSC）は、スウェーデンの国営企業。スウェーデン宇宙委員会とともに宇宙関連事業を実施している。

## 概要
リモートセンシング事業について可能性の検討、実利用、システム技術・研究開発を含む技術面の実施主体となるため、1972年に政府出資による特殊会社として発足した。
SSCは人工衛星、観測ロケット、宇宙サブシステム、微小重力研究用実験装置といった様々なタイプの宇宙システムの設計・開発・試験を行っている。日本の北海道大学などによる研究グループからも、微小重力下での炭化チタン微粒子生成実験をロケット「MASER14」で請け負ったことがある。
管理部門の下にエスレンジ部門、地球観測部門、テレコム部門、科学システム部門、リモートセンシング部門の5部門が存在し、エスレンジ部門以外の各部門はソルナに置かれている。観測ロケット打上げの管理などを行っているエスレンジ部門は子会社でもあるSSCサテライトビルドや環境衛星データセンターとともに、エスレンジ南方約40kmのキルナ近郊に置かれている。
近年、SSCが中心となってキルナに宇宙港（スウェーデン・スペースポート）を開設する計画が進められている。

## 開発した科学衛星
- バイキング - 1986年打上げ
- Freja - 1992年打上げ
- Astrid 1 - 1995年打上げ
- Astrid 2 - 1998年打上げ
- オーディン - 2001年打上げ
- SMART-1 - 2003年打上げ
- プリズマ - 2010年打上げ

## テレコム衛星計画の運用
- Tele-X
- Sirius W
- Sirius 2
- Sirius 3